# ニア (DEATH NOTE)
ニアは、漫画『DEATH NOTE』に登場する架空の人物。

## キャスト
声優
- アニメ版 - 日髙のり子
- Webドラマ版「NEW GENERATION」、金曜ロードショー「逆襲の天才」新撮映像 - 阪口大助

俳優
- 映画版 - 福田響志
- テレビドラマ版 - 優希美青

## プロフィール
- 生年月日 - 1991年（アニメ版では1994年[1]ドラマ版では1996年）8月24日。18歳→19歳（特別編では22歳、新作特別編では27歳）。
- 身長 - 155cm
- 体重 - 40kg
- 血液型 - B型
- 好きなもの - パズル・玩具
- 嫌いなもの - キラ
- 本名 - ネイト・リバー（Nate River）[2]

## 人物
デスノートを使って犯罪者を裁く、通称『キラ』の事件の捜査を行うLの後継者候補の1人。登場後間もなく、キラの正体を暴き事件を解決するための組織『SPK』（Secret Provision for Kira）の代表者となる。一人称は「私」。
元はワタリがイングランド・ウィンチェスターに建てた、天才児用の孤児院「ワイミーズハウス」で常にトップにいた少年。ハウスにいたころから、少なくとも一緒に遊ぶ友人がいたメロと違い友人らしいものはなく、誘われても断って一人でパズルを解き続けていた。
小柄な体格で、L同様のくまのついた目つきと、天然パーマ気味で目にかかるほどの長さの癖毛が特徴。服装や髪は白一色で統一されている、作者曰くの「脱力系キャラ」。
常に真っ白で手の甲まで隠れるゆったりとした長袖シャツとスラックスらしい衣服に白い靴下を身につけている。当初は描いた小畑自身ニアが何を着ているのか分からず、その服がどんな仕組みなのか考えながら描いていたころは描き辛かったが、「パジャマだ」と心の中で決めてからは描きやすくなったという。
猫背で常に足を（片足だけだが）抱えるように座り、髪をいじる、常に敬語などLと似通った風変わりな特徴を持つ。電話越しですら月にLを想起させるほど、如何にもL然とした雰囲気を醸し出している。
もう1人の後継者候補であり、感情的なメロに比べ常に冷静沈着かつドライ・無感情な性格。人使いが荒く、その点においてはSPKメンバーから不満を持たれている様子。挑発的な一面もあり、月に「お前はLに比べて無能すぎる」と遠回しに発言したり、目の前で不敵な笑みを浮かべるなどしている。
常に敬語口調だが毒舌家でもあり、キラの代弁者としての立場からキラ本人である月に利用されているだけにもかかわらず図に乗り始めた高田清美に対して「成績が優秀なだけで（人格的には）ただの馬鹿」、キラを恐れ米国政府の公式見解として白旗を揚げたサイラス米副大統領に対して「チキンどころかウジ虫以下」などと歯に衣着せぬ辛辣な発言を残している。
極端に出不精で、拠点を転々とする月やメロと違い一箇所から動くこともほぼなく、別行動をさせていたレスターを飛行機に同乗させるためだけに呼び戻すなど非常に積極性に欠ける。姿勢ひとつとっても座っているか寝転がっていることがほとんどで、立った姿はほんの数コマしかない。第二部中盤ではこの出不精さをメロや月に利用されたこともある。しかし、必要とあらば機動隊の装備を着用してこともなげに行動している様子もあり、運動神経に全く欠けるというわけでもないようだ。
こうした性格について、大場は最初ははっきりと明かさず、作中の言動で徐々に判明していく方向で展開している。
劇中では様々な玩具で遊んでおり、パズルや模型、トランプ、サイコロ、指人形などで遊んでいる。
キラや事件関係者の人形を特注で作らせる、あるいは自分で型を作り自作するといった拘りを持つ。日本で迎えた正月には鏡餅を珍妙な形ながら飾っている。ダーツなど身体能力がいる玩具は苦手らしい。
これら玩具の一部は指人形を始め推理の説明にも使用されている。
探偵としては良くも悪くも行動的なメロと対照的に、自分から動かないことが特徴。当初は捜査本部の人間から強引にノートを奪うなどはせず、捜査本部とマフィアの傍観に徹していた。交渉・話術に長けており、捜査本部の人間に対して、月を疑うように誘導したり初代Lが疑った人物の情報を引き出したりなどをしている。捜査の指針について「まず（犯人と）決めつけてかかり、間違っていたらごめんなさいでいいんです」と語るなど、月からは「Lよりひどい」と評される。
一方でその性格や、そもそもLほどの権限と人材を持っていないこともあって、必要なら犯罪者の手を借りることや死刑囚を利用した実験をもいとわなかったLに比べ捜査が消極的となりがち。Lの後継としてまず確たる証拠を突きつけることを事件解決の条件としており、手段を択ばないメロや月には後手に回ることも多かった。そうした点は月曰く「Lより甘く、はるかに劣る」。
ミルクパズルを真ん中から組み始める、自身を筒状に囲む形でラックした凄まじい数のモニターから同時に数十もの別の動画を再生してその中から魅上をピックアップするなど並列思考に優れている。後者は第一部でもLがより少ない数のモニターで同じようなことを行っており、Lを陵ぐ一面として描写されている。
“Nate River”という名前の由来は、天然の才能「ナチュラル (natural)」と、Lから流れ受け継がれるという意味の「river （川）」から。

### Lの後継者として
月は勿論メロをも差し置いてLの正当な後継を名乗っており、最終的にはLをも超えることを目指していたメロとは違いLの後継者という点に強い自負を抱いている。
Lと同じく自ら興味を持った事件にのみゲームのように挑んでいくスタンスで、その点はメロからも太鼓判を押されている。
特別編では「自分を含め皆がLを目標にしていた」「Lの事件に対するスタンスを聞いて目指すに値すると思った」と語り憧れを露わにしており、キラ事件については少なからずLの仇討ちという私怨が見え隠れし、キラを認めないという思いが人一倍強い。
「目下のキラ容疑者を殺してしまいノートを回収すれば殺人は止まるのでそれを証拠とする」という超法規的なキラ事件解決法を示唆しつつLのやり方と目標を継いで貫くことを主張するなど、自らの興味や信念を念頭に置いた上で「Lならどうするか」を参考に活動している。
憧れの一方、行動力に欠けることから「私はLを越せない」と認めており、冷静さに欠けるメロと二人合わせてLと並べ、越せると語っている。
なお、Lの正当な後継者としてその莫大な遺産を受け継いでいるが、遺産そのものへの拘りはなく、必要とあらば「面白いじゃないですか」などと口にしながら躊躇なく散財している。
小畑のイメージではニアはLが好きではなかったとしており、そのため劇中のLの指人形の造形は不細工である。

### メロとの関係
ワイミーズハウス時代、常に学業成績トップだったニアに対してメロは常に第二位であり、メロからは嫉妬や憎悪混じりにライバル視されている。Lの解決できなかったキラ事件は、第二部においてはメロとニアによるLの後継争いのゲームともなっている。
メロは自身の行動に挑発の意図や自分の暗躍を示すサインを潜ませ、ニアも表面上は冷淡な態度を取りつつも敏感に反応し、常にその存在を意識しあっている。
ニアの部下のほとんどを皆殺しにするなど手段を択ばないメロとは対照的に、ニアはメロが（Lの後継問題の際の激情のままハウスを飛び出したために）残した写真を後生大事に隠し持ち、ほかのハウスの者からもメロの顔と名前が出ないよう手を打ってあるなど、一種のスポーツマンシップのようなものをもって対決に臨んでいる。
メロにしてみればそうした態度は余裕や嘲りに感じられて激高されることも多かったが、キラ事件における競争についての宣誓を同時に上げたり、利用しあう形とはいえ見事な連携で月に揺さぶりをかけるなど、ときにSPKの面々を戸惑わせるほどの不思議なつながりを見せる。

### キャラクターとして
作者の大場つぐみは、第二部にてキラ＝夜神月と対峙するLの後継者というキャラクターを考えたとき、敵を1人増やしたところで第一部の「月対L」の繰り返しになってしまうと考え、Lの持ちえた要素を二人分に分けて同時に投入する三つ巴の形を発想し、現在のLの二人の後継者ニアとメロが浮かび上がった。
その意図のもと対照的に描かれたニアとメロの態度の違いは、そのままおいしいところを横からかっさらうような狡猾で嫌なイメージに繋がり、幼稚さを表現する言動の数々も手伝い、月はおろか読者をさえ苛立てる人物となっていったという。
デザインについてはLの面影を残すこと以外は小畑健に一任された。Lの面影の鮮烈さのあまりどうしても二人がLに似すぎてしまうことに苦心しながらも、最終的には変人っぽさと死んだ目を残しつつ、双子のようなデザインで描かれていった。
実は当初のデザインではメロとニアは逆であり、担当の人間に渡す際、メロのデザインに「ニア」、ニアのデザインに「メロ」と書いてしまい、そのまま大場から許可が出たため、逆だということを伝えられなかったという。結果的に小畑は逆でよかったと思っている。
玩具に関する行動は、Lが角砂糖などを積み上げる癖があったことの継承であるほか、おもちゃで遊んで分解する・壊す などの子供じみた存在感を出すという意図による。当初玩具といえばダーツくらいだったが、描きながら幼稚なイメージが徐々に固まってきたため、対象年齢の下がった様々な玩具が描かれることとなり、さらにニアの自作の指人形の人を小ばかにした醜い造形などにも彼の人格が反映される演出が生まれている。
マッチタワーやサイコロタワーは大場によるネームの段階で指定しており、作画に苦労するだろうと思っていたら本当に描き上がっていて驚いたという。
初期構想段階では小畑側でLの没イメージを再利用するアイデアもあり、クールなLや天真爛漫な明るいLの原案を幼くしたデザインも考えられた。
また、大場側でも年齢についての悩みや「Lの息子」という案もあったという。
小畑は「ニアは描くのが楽しい人物で、好きであり嫌いでもあるキャラクター」と述べ、また作中で一番頭が良いと感じる人物にも「ずるいから」と挙げている。
大場は作中で自分に似ている人物の一人に「あまり外に出ないから」とニアを挙げている。

## 作中の動向
Lが解決できず殺害されたキラ事件を引き継ぎ、そのまま最初の事件とする。
Lの死後、15歳を待ってワイミーズハウスを離れると、手掛かりのない状態から独自に事件に関する情報を集め、ノートの存在や機能についての調査結果を示すことでFBIのメイスン長官の協力を得てホープ米大統領に接触。キラ対策機関SPK（Secret Provision for KIRA）を結成する。2代目Lとなった夜神月に対し自らが真のLの後継者であることを宣言し、月と熾烈な心理戦を繰り広げ、ついにキラだと看破する。
最終決戦にむけてかなり早い段階で「自分たちの名前を書かせたノートを証拠として月を告発する」と宣言。
そのためにノートの一部分のすり替えを発案したが、その策は月に予想されており、裁きの代行者＝Xキラ＝魅上に作らせたノートの複製を高田との連携で本物と誤認させられ、まんまと偽のノートに細工させられてしまう。その時点では完全に月の策にはまり、魅上に隠させておいた本物のノートにより全滅を免れなかった。
だが、メロが最終決戦3日前に高田を誘拐したことで魅上は独断で本物のノートを使ってしまい、SPKに作戦が露呈。SPKはジェバンニに一晩でノートの複製を作らせ、本物と偽物の両方に細工させることで月の裏をかくことに成功、遂に月と魅上がキラである証拠を掴み正体を暴き、最終決戦に勝利する。そしてデスノートのおかげで犯罪が減ったことを主張し「新世界の神」と思想を熱弁する月に対し、「あなたはただのクレイジーな殺人犯」「正義とは各々で考えること」と一蹴。月はリュークにデスノートに名前を書かれ死亡、魅上は投獄される。
リュークから「13日以内に書き続けなければ死ぬルール」と「焼却などによるノートの使用不能後、今まで触れた者は死ぬルール」が嘘だと知ると、二冊あったデスノートを「史上最悪の殺人兵器」として焼却処分し、キラ事件を解決した。
事件解決後、ニアは3代目Lとなり、2代目ワタリとなったロジャーと行動を共にする。
キラと対峙した日のちょうど一年後のその日となる最終話では、半年間独自で追っていたシンジケートがYB倉庫で麻薬取引を行うところをおさえるために相沢に協力を求めて連絡を入れる。その際、メロがよく口にしていた板チョコをかじっている。

### アニメ版
対面時の月との正義や神に関する問答が大幅に簡略化されている。
最終話で重傷を負いながら逃走を図る月を「すぐに捕まるから、放っとこう」と述べ、彼のことを見捨てようとするなどドライな面が一層強調されており、それまで従順な態度を取っていた相沢にも反旗を翻されてしまった。

### 特別編
原作終了時から3年後の特別編では、キラ事件当時の幼さが抜け、どこかLと似た精悍な雰囲気の青年に成長してきている。
新たなデスノートの使い手が現れたことに対し協力を求めてきた元SPKメンバーのリドナー、レスターに対し、『ワイミーズハウスにいたころLと対話する機会があり、「正義のためでも世界のためでもなくゲームとして事件に臨んでいる」という思想に感銘を受けてLを目指してきた』ことを語る。
その後、部屋中にLの字型の巨大なタロットタワーを建設しながら「Lがするであろう決断」を下し、LとしてCキラと交渉術を用いて対決した。
この作中においては、キラの裁きについて悪ではあるものの一定の理解は示していたという描写があり、「（特別編内のノート使用者を）キラと呼ぶのはLにもキラにも失礼」「認めるわけではないが、キラは世界の犯罪を7割減少させ、戦争をも止めた」と発言している。また、「Lもキラを悪としながらも命を懸けるだけの意味のある相手として戦った」と言っていることから、Lも同様の考えだったとニアが考えていることがうかがえる。その上で、「どうしても新たなノートの持ち主をキラと呼びたいなら、Cheap（安っぽい）キラ」と提案している。
2020年に掲載された新作特別編でも登場。
新たにデスノートを手にした人物が死神リュークとテレビを使ったオークションを開始したことを受け、リュークの顔認証システム構築を試みていたところ、訪ねてきたレスターらを迎える。
新たにノートを手にした人物にa（auction）キラと名付けた。死神の特性を活かしたaキラの手口から「かなり頭がいい」と評し、凶器の売買を例に「ノートのオークションだけでは罪に問えない」としながらも「個人的に会ってみたい」という動機から追跡手段をなんとか講じようとしたが、最終的にはことの成り行きをどこか面白がって静観することに始終した。
aキラ自身が罪を犯しているわけではないためか過去の攻撃的な言動はなりを潜め、その人格や動機について完全に分析できながら計画の出来を楽しんでいる。追跡については「ノートの受け渡し現場を押さえればいいがそれでは負けた気分になる」などと真剣みに欠いた言動が目立ち、最終的に米国政府がノートを落札した際には「自分も米国の庇護下にあるから」と奪取をあっさり諦めている。落札金の入手方法からaキラ個人を特定することができないと悟ったときにもどこか清々しい様子で、「Lになってから初めて負けた」と潔かった。

## 派生作品でのニア

### 実写映画作品
同じ世界観の実写映画シリーズ2作品に登場しているが、同一人物かは不明となっている。なお、どちらも、スピンオフ作品（スピンオフ映画とスピンオフドラマ）であり、本編には登場していない。

### 『L change the WorLd』
実写映画のスピンオフ作品『L change the WorLd』では、ウイルスによるバイオテロで全滅したタイの村の生き残りの少年であり、当初は名前もなく、「BOY」と呼ばれていたが、Lによって「ニア」と名付けられた。ウイルス事件解決のためにLと行動を共にする。本編のニアとは別人であるが、玩具に興味を持っているのは共通。子供ながらフィボナッチ数列などの高度な数式を理解できる。
小説版では設定やストーリーが大幅に変更され、BOYが登場せず、「『Lを継ぐ者＝NEXT』『Lに次ぐ者＝NEAR』としてのワイミーズ・ハウスの『N』」という原作同様の設定で登場する。Lからの依頼である暗号を解き、彼の最後の仕事に一役買った。

#### スピンオフドラマ作品
実写映画の続編『デスノート Light up the NEW world』のスピンオフドラマ作品『デスノート NEW GENERATION』の「竜崎篇・遺志」では、N（ニア）が登場している。
原作同様、ニアのほかにメロも存在していることが、会話から汲み取れるが、原作と違い「キラ事件」が解決している事からLの死から10年以上経っていてもLの座は継いでいない。
また、情報が少ないため、先のスピンオフ映画『L change the WorLd』あるいはその小説版と同一人物なのかどうかは不明となっている。
なお、スピンオフドラマと本編『デスノート Light up the NEW world』では、「Ｌの死後に現れたＬの正当後継者」という原作のニアに近い立ち位置のキャラクターとして「竜崎」が登場している。

### 連続ドラマ版
登場の時点では性別も含め正体目的すべて不明の「謎の人物」。その腕には原典におけるメロに似た造形の人形を持っていて、自身が腹話術で声を変えて会話している。
Lと同じく冷静沈着な性格だが、メロの挑発的な言動には難色を示している。メロからは「本心では『自分のほうがLよりも優れている』と思っている」と言われているが、ニア本人はむしろメロの方がそう考えているのではないかと指摘している。冷静で温厚なニア本人の人格と、冷酷で野心家なメロとの二重人格を抱えているため、以前は外部との接触を極力避けていた。Lとは直接会い白地のジグソーパズルをともに組み上げるなど親しげで、Lも唯一ニアの前でだけは「俺」を自称し「お前」と呼んで溜め口で話す兄妹のような関係だった。
イギリスにある養護施設ワイミーズハウスで暮らしていたが、日本で第二のキラによる殺人が騒がれている中、施設を抜け出して来日、東京を訪れる。その後は「Lと肩を並べるほどの実力の持ち主」と称される探偵『バベル（B）』としてキラ事件への干渉を始める。Lが監禁した月への尋問を行っている間、復活したキラ（ヨツバキラ）の内定を進め、模木らにL名義で情報を渡して捜査の手助けをし、Lの捜査復帰後は原作のアイバーの役割を担う。ヨツバキラ解決後、Lから「パズルの最後のピースをはめる（＝事件解決への詰めをかける）のはお前かもな」と告げられ困惑する。
Lの死が伝えられるとメロとともに動揺しワタリの胸で泣いてしまうが、Lのビデオにより決意を新たにし、彼が生前に遺していたビデオレターに基きキラ対策室にてLの後継者として指名される。顔合わせの際、人懐っこさを装い松田から好印象を受けたほか、月に「Lの親友と聞いています」とひときわ好意的に接して失笑を買うも、Lが次のビデオレターで伝えるよりも早く月がキラであることを見抜くなど原作同様の腹黒さものぞかせた。
その後、日村に粧裕が誘拐された事件で総一郎たちを指揮するも、その最中にメロに肉体を乗っ取られてしまうが、実際にはこれは既にキラと断定した月とは別の「もう一人の『キラ』（魅上）」の正体を突き止めるための事実上の共謀であり、YB倉庫で月と対峙した際には粧裕の誘拐について謝罪している。
YB倉庫での月との直接対決では、ワタリらキラ対策室のメンバーや特殊部隊と協力して月と魅上を追い詰め、キラとしての自身の行動の正当性と必要性を訴える月を原作同様「あなたはただの人殺しです」と一蹴し、負けを認めさせようとする。追い詰められてもなお月の邪魔をさせまいと魅上が倉庫内で火を放った際には、ノートを確保するために火の中に飛び込もうとするが、模木に引き止められ、やむなく倉庫外に退避する。
直接対決から数日後、Lの墓前で彼が生前に残していた最後のビデオを見た際には、それが「月に対し、『キラ』では無いかと疑ったことを謝罪し、その上でニアと『探偵』として活動することを薦める」という内容であったため、Lの真意を図りかねていた。
最終話で本名がNate River（ネイト・リバー）であることが判明した。

#### ドラマ版のメロ
ニアの別人格という設定のため併記する。
ニアが常に持っている人形で、腹話術で声を出している。Lとニアに対し、常にヒステリックで挑発的な態度を取っており、ニアにキラ捜査やL抹殺を指示する。
実はニアの中に潜むもう一つの人格であり、ニア本人の意思で話す時とメロが話す時とでは口調や態度が全く異なっている。ニアと同じ肉体を使っていながら、海砂のノートを奪った男を拷問後殺害したり、機関銃を使いこなしたり、身一つで拘留所から脱走したりと恐るべき実力を持つ。
Lの死後、デスノートを手に入れるために密かに日村と接触して粧裕を誘拐するように仕向け、ニアの肉体を乗っ取った（ふりをした）後、総一郎らにデスノートとの交換を要求する。ノート入手後、月の策略によりアジトを襲撃され身柄を拘束されるが魅上による取り調べの直前に脱走する。月の策略によってデスノートに本名を書かれた日村（ハル）が別のアジトで手榴弾による自殺を図った際、逃走には成功したものの爆発現場で日村とは別の人物の血痕が発見されたことから、負傷したことが判明した。
その後も月の策略によって彼の父・総一郎を殺害した濡れ衣を着せられ、キラ対策室のメンバーと特殊部隊に再び追い詰められるが、生前の総一郎の言葉から既に月への疑いを強めていた模木らと協力して逆に月を追い詰めた。
Lの死の際の状況から検察組織の中にキラの協力者がいることがわかっていて、逮捕されたのは自分を尋問するために出てきたものをキラの協力者と断定するためであった。